# Вичукен
Вичуке́н (исп. Vichuquén) — посёлок в Чили. Административный центр одноимённой коммуны. Население — 587 человек (2002). Посёлок и коммуна входит в состав провинции Курико  и области Мауле.
Территория — 426 км². Численность населения — 4 322 жителя (2017). Плотность населения — 10,2 чел./км².

## Расположение
Посёлок расположен в 68 км на северо-запад от административного центра области города Талька и в 70 км на запад от административного центра провинции города Курико.
Коммуна граничит:
- на северо-востоке — c коммуной Паредонес
- на востоке — с коммуной Уаланье
- на юге — c коммуной Ликантен

На западе коммуны расположен Тихий океан.

## Демография
Согласно сведениям, собранным в ходе переписи 2017 г  Национальным институтом статистики (INE),  население коммуны составляет:
| Полное население                          | Полное население                          | Полное население                          | Полное население                          | Полное население                          | 4 322 |
| ----------------------------------------- | ----------------------------------------- | ----------------------------------------- | ----------------------------------------- | ----------------------------------------- | ----- |
| в том числе:                              | Городское население                       | 1 190                                     | Процент городского населения, %           | 27,53                                     |       |
|                                           | Сельское население                        | 3 132                                     | Процент сельского населения, %            | 72,47                                     |       |
|                                           | Мужское население                         | 2 217                                     | Процент мужского населения, %             | 51,30                                     |       |
|                                           | Женское население                         | 2 105                                     | Процент женского населения, %             | 48,70                                     |       |
| Плотность населения, чел/км²              | Плотность населения, чел/км²              | Плотность населения, чел/км²              | Плотность населения, чел/км²              | Плотность населения, чел/км²              | 10,2  |
| Население коммуны в % к населению области | Население коммуны в % к населению области | Население коммуны в % к населению области | Население коммуны в % к населению области | Население коммуны в % к населению области | 0,41  |

## Важнейшие населенные пункты[3]
| № | Название     | Название (кит.) | Статус  | Население чел. (2017) | На карте                        |
| - | ------------ | --------------- | ------- | --------------------- | ------------------------------- |
| 1 | Льико        | Llico           | поселок | 1190                  | 34°53′00″ ю. ш. 71°59′32″ з. д. |
| 2 | Лаго-Вичукен | Lago Vichuquén  | село    | 412                   | 34°51′03″ ю. ш. 72°02′15″ з. д. |
| 3 | Вичукен      | Vichuquén       | село    | 340                   | 34°53′35″ ю. ш. 71°59′40″ з. д. |
| 4 | Липимавида   | Lipimávida      | деревня | 338                   | 34°51′10″ ю. ш. 72°01′21″ з. д. |
| 5 | Акеларре     | Aquelarre       | деревня | 228                   | 34°51′47″ ю. ш. 72°00′35″ з. д. |
| 6 | Бойерука     | Boyeruca        | деревня | 203                   | 34°55′54″ ю. ш. 72°00′34″ з. д. |
| 7 | Талькита     | Talquita        | деревня | 201                   | 34°51′20″ ю. ш. 72°01′28″ з. д. |
| 8 | Лас-Хунтас   | Las Juntas      | деревня | 111                   | 20°04′29″ ю. ш. 69°12′43″ з. д. |